# Katyń Miednoje Charków 1940 (moneta kolekcjonerska)
Katyń Miednoje Charków 1940 – moneta kolekcjonerska o nominale dwudziestu złotych, bita w srebrze, wprowadzona do obiegu 3 kwietnia 1995 r. zarządzeniem z 15 marca 1995 r.

## Awers
Na tej stronie umieszczono godło – orła w koronie, po obu jego stronach rok 1995, dookoła napis: „RZECZPOSPOLITA POLSKA”, na dole napis: „ZŁ 20 ZŁ”, pomiędzy dwoma napisami po pięć kropek z prawej i z lewej strony, pod łapą orła znak mennicy w Warszawie.

## Rewers
Na tej stronie monety znajduje się las drzew przypominających krzyże, pod którym umieszczono napis w trzech półkolistych wierszach: KATYŃ / MIEDNOJE / CHARKÓW 1940, a z lewej strony, pod drzewami, monogram projektanta.

## Nakład
Monetę bito w Mennicy Państwowej, stemplem lustrzanym w srebrze, na krążku o średnicy 38,61 mm, masie 31,1 grama, z rantem gładkim, w nakładzie 30 000 sztuk, według projektów: Ewy Tyc-Karpińskiej (awers) oraz Roussanki Nowakowskiej (rewers).

## Opis
Moneta jest pierwszą dwudziestozłotówką kolekcjonerską wybitą po denominacji złotego z 1 stycznia 1995 r.. Weszła do obiegu dokładnie w 55. rocznicę zorganizowaniu pierwszego transportu polskich jeńców z Kozielska do Katynia.

## Powiązane
Z identycznym rysunkiem rewersu Narodowy Bank Polski wyemitował tego samego dnia okolicznościową dwuzłotówkę w miedzioniklu, o średnicy 29,5 mm, masie 10,8 grama, z rantem naprzemiennie gładkim i ząbkowanym.